# Agustín Albarracín Teulon
Agustín Albarracín Teulon (* 1922 in Cartagena; † 26. Oktober 2001 in Madrid) war ein spanischer Medizinhistoriker.
Teulon war Professor für Medizingeschichte an der Universität Complutense Madrid. In seinen Schriften befasste sich Teulon u. a. mit Rheumatologie, mit dem Phänomen des Kurpfuschers und mit Santiago Ramón y Cajal.

## Veröffentlichungen (Auswahl)
- Lope de Vega y el hombre eterno. 1963. Lope de Vega y el hombre eterno
- homero y la medicina. Mit einem Vorwort von Pedro Laín Entralgo. Ed. Prensa Espanola, Madrid 1970. Homero y la medicina

## Nachrufe (Auswahl)
- Carlos Viesca Treviño: In Memoriam Agustín Albarracín Teulón †. In: Bol. Mex. His. Fil. Med., 5(1), 2002, S. 33–34.
- José Luis Peset: Agustín Albarracín Teulon (1922-2001). In: Asclepio, Band LIV-1, 2002, S. 3–6.
- José María López Piñero: Fragmento aislado de otro constante recuerdo: Agustín Albarracín. In: Asclepio, Band LVI-1, 2004, 256–260.